# جامی رنه اسمیت
جامی رنه اسمیت (به انگلیسی: Jamie Renée Smith) (زاده ۱۰ آوریل ۱۹۸۷) بازیگر آمریکایی است.
از فیلم‌های معروف او می‌توان به بازی در قله دانته و خانواده جدید سوئیسی رابینسون اشاره کرد.